# Stripped (album, Christina Aguilera)
Stripped je druhé řadové album americké zpěvačky Christiny Aguilery. Album vyšlo 29. října 2002 a vzbudilo velký rozruch hlavně díky svému sexuálnímu podtextu ve většině písní.

## Seznam písní
| Pořadí | Název                              | Hudba                          | Text                                                             | Délka |
| ------ | ---------------------------------- | ------------------------------ | ---------------------------------------------------------------- | ----- |
| 1.     | Stripped Intro                     |                                |                                                                  | 1:39  |
| 2.     | Can't Hold Us Down (feat. Lil Kim) | Scott Storch                   | Christina Aguilera, Scott Storch, Matt Morris                    | 4:15  |
| 3.     | Walk Away                          | Scott Storch                   | Aguilera, Storch, Morris                                         | 5:47  |
| 4.     | Fighter                            | Scott Storch                   | Aguilera, Storch                                                 | 4:05  |
| 5.     | Primer Amor Interlude              |                                |                                                                  | 0:53  |
| 6.     | Infatuation                        | Scott Storch                   | Aguilera, Storch, Morris                                         | 4:17  |
| 7.     | Loves Embrace Interlude            |                                |                                                                  | 0:46  |
| 8.     | Loving Me 4 Me                     | Scott Storch                   | Aguilera, Storch, Morris                                         | 4:36  |
| 9.     | Impossible                         | Alicia Keys                    | Alicia Keys                                                      | 4:14  |
| 10.    | Underappreciated                   | Scott Storch                   | Aguilera, Storch, Morris                                         | 4:00  |
| 11.    | Beautiful                          | Linda Perry                    | Linda Perry                                                      | 3:58  |
| 12.    | Make Over                          | Linda Perry                    | Aguilera, Perry                                                  | 4:12  |
| 13.    | Cruz                               | Linda Perry                    | Perry, Aguilera                                                  | 3:49  |
| 14.    | Soar                               | Rob Hoffman, Heather Holley    | Aguilera, Rob Hoffman, Heather Holley                            | 4:45  |
| 15.    | Get Mine, Get Yours                | Steve Morales                  | Aguilera, Steve Morales, Balewa Muhammad, David Siegel           | 3:44  |
| 16.    | Dirrty (feat. Redman)              | Rockwilder, Christina Aguilera | Aguilera, Dana Stinson, Muhammad, Reginald Noble, Jasper Cameron | 4:58  |
| 17.    | Stripped Pt. 2                     |                                |                                                                  | 0:45  |
| 18.    | The Voice Within                   | Glen Ballard                   | Aguilera, Glen Ballard,                                          | 5:04  |
| 19.    | I'm OK                             | Linda Perry                    | Aguilera, Perry                                                  | 5:08  |
| 20.    | Keep on Singin' My Song            | Scott Storch                   | Aguilera, Storch                                                 | 6:29  |

## Umístění ve světě
| Hitparáda          | Umístění |
| ------------------ | -------- |
| USA                | 2        |
| Austrálie          | 7        |
| Rakousko           | 10       |
| Kanada             | 3        |
| Dánsko             | 5        |
| Francie            | 49       |
| Německo            | 6        |
| Řecko              | 10       |
| Maďarsko           | 39       |
| Itálie             | 16       |
| Nizozemsko         | 3        |
| Nový Zéland        | 5        |
| Švédsko            | 13       |
| Švýcarsko          | 9        |
| Spojené království | 2        |

| Prodejnost | Počet      |
| ---------- | ---------- |
| Celkem     | 10 000 000 |